# کلیون (کالیفرنیا)
کلیون (به انگلیسی: Cleone) یک منطقهٔ مسکونی در ایالات متحده آمریکا است که در شهرستان مندوسینو، کالیفرنیا واقع شده‌است. کلیون ۴٫۱۸۹ کیلومتر مربع مساحت و ۶۱۸ نفر جمعیت دارد و ۲۴ متر بالاتر از سطح دریا واقع شده‌است.